# 新町駅
新町駅（しんまちえき）は、群馬県高崎市新町にある、東日本旅客鉄道（JR東日本）・日本貨物鉄道（JR貨物）高崎線の駅である。
上野駅発着系統のほか、新宿駅経由で東海道線に直通する湘南新宿ライン、上野駅・東京駅経由で東海道線に直通する上野東京ラインが停車する。群馬県内のJR線の駅の中で唯一東京駅からの距離が100kmを越えない駅である。

## 歴史
- 1883年（明治16年）12月27日：日本鉄道本庄駅 - 当駅間開通と同時に終着駅として開業[1][2]。群馬県内及び北関東（群馬県・栃木県・茨城県）で最初に開業した駅となった。
- 1884年（明治17年）5月1日：当駅 - 高崎駅間が開通。途中駅となる。
- 1906年（明治39年）11月1日：日本鉄道の国有化により、官設鉄道の駅となる[2]。
- 1934年（昭和9年）11月12日：沿線で陸軍特別大演習。昭和天皇乗車のお召し列車が新町駅 - 前橋駅間で運行[3]。
- 1939年（昭和14年）12月8日：構内で入換作業中の貨物列車と上野駅発小山・新潟行の準急列車が接触。両方の機関車と客車5両が脱線転覆し、死者1人、負傷者13人[4]。
- 1980年（昭和55年）10月1日：専用線発着を除く車扱貨物の取扱を廃止[2]。
- 1984年（昭和59年）2月1日：荷物の取扱を廃止[2]。
- 1985年（昭和60年）3月14日：新特急が停車開始になる。
- 1987年（昭和62年）
  - 2月1日：みどりの窓口開設[5]。
  - 4月1日：国鉄分割民営化に伴い、東日本旅客鉄道（JR東日本）と日本貨物鉄道（JR貨物）の駅となる[2]。
- 1998年（平成10年）4月1日：定期貨物列車の設定廃止[2]。
- 2001年（平成13年）11月18日：ICカード「Suica」の利用が可能となる[広報 1]。
- 2016年（平成28年）3月10日：早朝無人化[6]。
- 2019年（令和元年）
  - 3月：高崎線CTC化により、当駅での運転取扱業務が終了（北藤岡駅の信号制御も当駅が行っていた）。
  - 7月1日：業務委託化。
- 2021年（令和3年）5月25日：上下線ホームにエレベーターを1基ずつ設置[7][8]。
- 2022年（令和4年）12月15日：みどりの窓口の営業を終了[9]。

## 駅構造
単式ホーム1面1線と島式ホーム1面2線、計2面3線のホームを有する地上駅だが、島式ホームの内側の2番線は、フェンスが設置されており使用されていない。
JR東日本ステーションサービスが駅管理を受託する高崎支社高崎統括センター（高崎駅）管理の業務委託駅。自動改札機、自動券売機、指定席券売機が設置されている。改札横にNewDaysが設置されている。発車メロディは1・3番線とも「秋桜」である。
2016年3月10日より、始発から午前6時30分までの間は遠隔対応のため改札係員は不在となり、一部の自動券売機のみ稼働する。
かつて3番線の島式ホームへ行く手段は階段しかなく、エスカレーターやエレベーターが設置されていなかったため、車イスでの利用には駅員による操作のもとリフトを使用する必要があったが、前述の通り2021年5月にエレベーターが設置されたため、円滑に利用ができるようになった。

### のりば

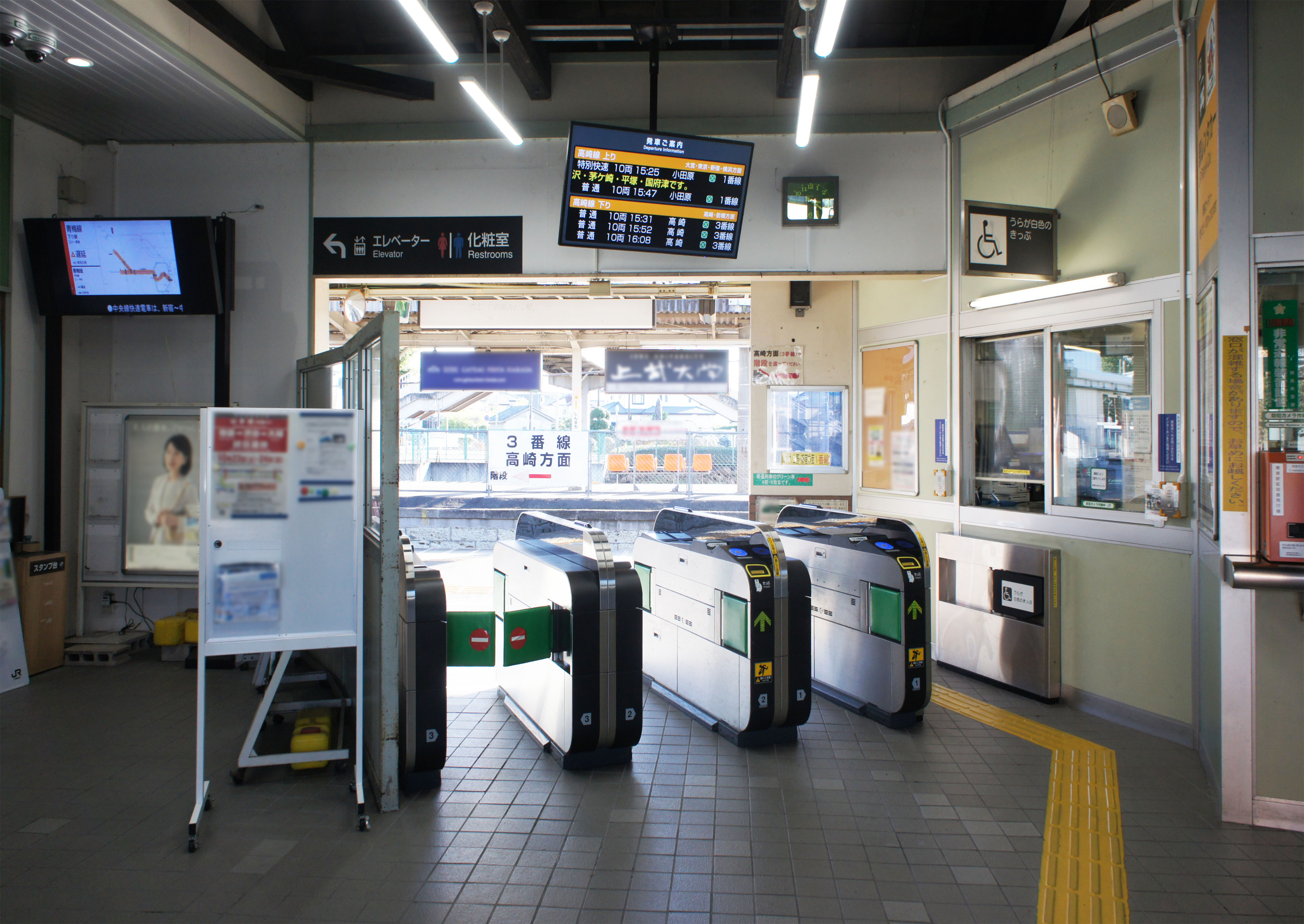
改札口（2021年10月）
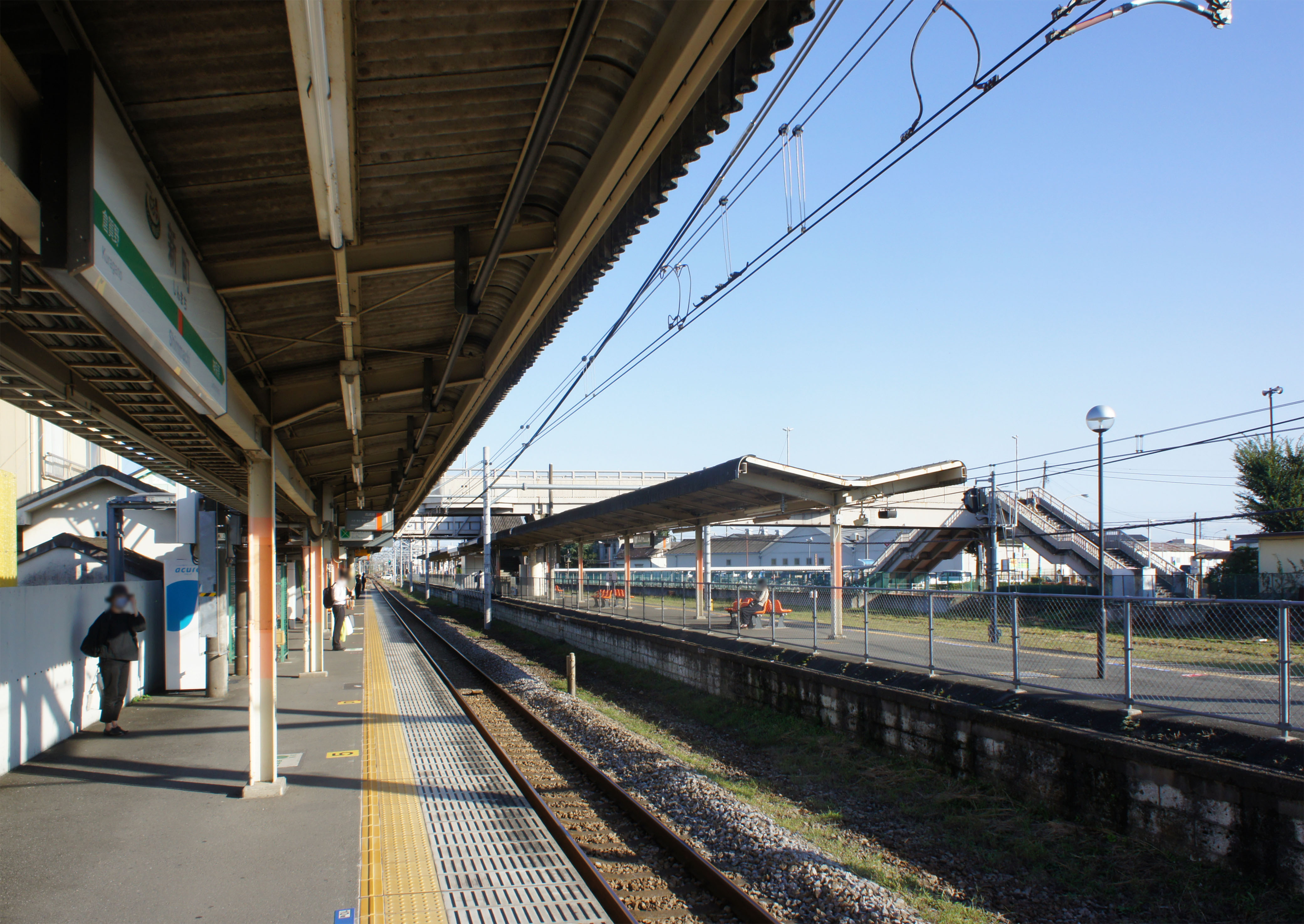
ホーム（2021年10月）

| 番線 | 路線             | 方向 | 行先                       |
| ---- | ---------------- | ---- | -------------------------- |
| 1    | ■ 高崎線         | 上り | 大宮・東京・新宿・横浜方面 |
| 1    | ■ 湘南新宿ライン | 上り | 大宮・東京・新宿・横浜方面 |
| 1    | ■ 上野東京ライン | 上り | 大宮・東京・新宿・横浜方面 |
| 3    | ■ 高崎線         | 下り | 高崎・前橋方面             |

（出典：JR東日本:駅構内図）
- 改札口（2021年10月）
- ホーム（2021年10月）

## 貨物取扱
現在、JR貨物の駅は臨時車扱貨物の取扱駅となっており、定期貨物列車の設定はない。
かつてはゼネラル石油（現・ENEOS）の専用線が接続し、浮島町駅から石油類の到着があった。また日本肥糧新町工場への専用線もあった。
なお、神流川からの砂利運搬専用線は、現在でも保線車両用の留置線として一部が利用されている。

## 利用状況

### 旅客
JR東日本によると、2023年度（令和5年度）の1日平均乗車人員は3,187人である。
1988年度（昭和63年度）以降の推移は以下の通りである。
| 乗車人員推移       | 乗車人員推移     | 乗車人員推移    |
| 年度               | 1日平均 乗車人員 | 出典            |
| ------------------ | ---------------- | --------------- |
| 1988年（昭和63年） | 3,059            |                 |
| 1989年（平成元年） | 3,198            |                 |
| 1990年（平成02年） | 3,291            |                 |
| 1991年（平成03年） | 3,521            |                 |
| 1992年（平成04年） | 3,732            |                 |
| 1993年（平成05年） | 3,840            |                 |
| 1994年（平成06年） | 3,894            |                 |
| 1995年（平成07年） | 3,922            |                 |
| 1996年（平成08年） | 3,927            |                 |
| 1997年（平成09年） | 3,852            |                 |
| 1998年（平成10年） | 3,763            |                 |
| 1999年（平成11年） | 3,728            |                 |
| 2000年（平成12年） | 3,611            | [ 利用客数 2 ]  |
| 2001年（平成13年） | 3,577            | [ 利用客数 3 ]  |
| 2002年（平成14年） | 3,562            | [ 利用客数 4 ]  |
| 2003年（平成15年） | 3,565            | [ 利用客数 5 ]  |
| 2004年（平成16年） | 3,580            | [ 利用客数 6 ]  |
| 2005年（平成17年） | 3,635            | [ 利用客数 7 ]  |
| 2006年（平成18年） | 3,828            | [ 利用客数 8 ]  |
| 2007年（平成19年） | 3,813            | [ 利用客数 9 ]  |
| 2008年（平成20年） | 3,865            | [ 利用客数 10 ] |
| 2009年（平成21年） | 3,722            | [ 利用客数 11 ] |
| 2010年（平成22年） | 3,731            | [ 利用客数 12 ] |
| 2011年（平成23年） | 3,740            | [ 利用客数 13 ] |
| 2012年（平成24年） | 3,710            | [ 利用客数 14 ] |
| 2013年（平成25年） | 3,716            | [ 利用客数 15 ] |
| 2014年（平成26年） | 3,621            | [ 利用客数 16 ] |
| 2015年（平成27年） | 3,666            | [ 利用客数 17 ] |
| 2016年（平成28年） | 3,689            | [ 利用客数 18 ] |
| 2017年（平成29年） | 3,708            | [ 利用客数 19 ] |
| 2018年（平成30年） | 3,753            | [ 利用客数 20 ] |
| 2019年（令和元年） | 3,728            | [ 利用客数 21 ] |
| 2020年（令和02年） | 2,272            | [ 利用客数 22 ] |
| 2021年（令和03年） | 2,618            | [ 利用客数 23 ] |
| 2022年（令和04年） | 2,984            | [ 利用客数 24 ] |
| 2023年（令和05年） | 3,187            | [ 利用客数 1 ]  |

### 貨物
1996年度（平成8年度）の貨物取扱量は、発送が約16,425トン、到着が約133,590トンであった。以降の貨物取扱量は毎年度0トンとなっている。

## 駅周辺
- 高崎市役所新町支所（旧・新町役場）
- 新町郵便局
- 高崎市立新町第一小学校
- 高崎市立新町第二小学校
- 高崎市立新町中学校
- 上武大学経営情報学部・看護学部
- 高梨乳業群馬工場・北関東工場
  - ハーゲンダッツジャパン群馬工場[10]
- クラシエフーズ新町工場
- 日本肥糧新町工場
- 陸上自衛隊新町駐屯地
- 国道17号
- 群馬県道40号藤岡大胡線
- 埼玉県道・群馬県道131号児玉新町線（旧中山道）
- 群馬県道178号中島新町線（旧中山道）
- 群馬県道179号新町停車場線
- ガトーフェスタ・ハラダ本社
- 岡崎醤油新町工場

## バス路線
『新町駅』停留所にて、日本中央バス・高崎市内循環バスぐるりん（運行は上信ハイヤーに受託）・永井運輸の路線バスが発着する。
- 日本中央バス
  - <奥多野線（多野藤岡広域路線バス「かんながわ号」）> 上野村ふれあい館行、しおじの湯行
- 高崎市内循環バスぐるりん
  - <新町線> 温水プール行、藤岡総合病院外来センター行[注釈 1]
- 永井運輸
  - <新町・玉村線> 玉村町役場行

## その他
- 新特急の停車開始初日は、入場料無しで停車見学が出来た。またホームでは和太鼓の演奏等も有り、町を上げてのお祭りとなった。駅前では新特急停車記念品が配られた。また、新特急停車記念特急券も発売された。
- 過去には、高崎の収容量が間に合わなくなると、当駅の側線に国鉄12系客車や旧型客車が疎開留置されていたこともあった。
- 昭和60年くらいまで、当駅の上り方（上野寄り）の踏切が有人の手動踏切だった。自動化されてからは貨物の入れ替えなどで長時間の閉鎖があり渋滞が酷くなったが、当駅始発着の貨物列車が廃止されたので解消された。
- 駅の高架化計画がある[11][12]。

## 隣の駅
東日本旅客鉄道（JR東日本）
■高崎線
- 特急「あかぎ」停車駅

■特別快速・■快速（「アーバン」を含む）・■普通
神保原駅 - 新町駅 - 倉賀野駅
倉賀野駅との間（当駅から2.5kmの位置）に、高崎線のホームはないものの、八高線に北藤岡駅があり、同駅構内で八高線が合流する。

### 記事本文